# Simning vid olympiska sommarspelen 2024
Simning vid olympiska sommarspelen 2024 arrangerades mellan den 27 juli och 9 augusti 2024 i Paris i Frankrike. Grenarna i bassängsimning avgjordes mellan den 27 juli och 4 augusti i Paris La Défense Arena medan öppet vatten-simningen avgjordes mellan den 8 och 9 augusti vid Pont Alexandre III i Seine.

## Medaljsammanfattning

### Damer
| Gren                            | Guld | Guld                      | Silver | Silver        | Brons | Brons         |
| 50 m frisim Detaljer...         | Sarah Sjöström Sverige | 23,71                     | Meg Harris Australien | 23,97         | Zhang Yufei Kina | 24,20         |
| 100 meter frisim Detaljer...    | Sarah Sjöström Sverige | 52,16                     | Torri Huske USA | 52,29         | Siobhan Haughey Hongkong | 52,33         |
| 200 meter frisim Detaljer...    | Mollie O'Callaghan Australien | 1.53,27 0OR0              | Ariarne Titmus Australien | 1.53,81       | Siobhan Haughey Hongkong | 1.54,55       |
| 400 meter frisim Detaljer...    | Ariarne Titmus Australien | 3.57,49                   | Summer McIntosh Kanada | 3.58,37       | Katie Ledecky USA | 4.00,86       |
| 800 meter frisim Detaljer...    | Katie Ledecky USA | 8.11,04                   | Ariarne Titmus Australien | 8.12,29 0AR0  | Paige Madden USA | 8.13,00       |
| 1 500 meter frisim Detaljer...  | Katie Ledecky USA | 15.30,02 0OR0             | Anastasija Kirpitjnikova Frankrike | 15.40,35 0NR0 | Isabel Gose Tyskland | 15.41,16 0NR0 |
|                                 | |                           | |               | |               |
| 100 meter ryggsim Detaljer...   | Kaylee McKeown Australien | 57,33 0OR0, 0=AR0         | Regan Smith USA | 57,66         | Katharine Berkoff USA | 57,98         |
| 200 meter ryggsim Detaljer...   | Kaylee McKeown Australien | 2.03,73 0OR0              | Regan Smith USA | 2.04,26       | Kylie Masse Kanada | 2.05,57       |
|                                 | |                           | |               | |               |
| 100 meter bröstsim Detaljer...  | Tatjana Smith Sydafrika | 1.05,28                   | Tang Qianting Kina | 1.05,54       | Mona McSharry Irland | 1.05,59       |
| 200 meter bröstsim Detaljer...  | Kate Douglass USA | 2.19,24 0AR0              | Tatjana Smith Sydafrika | 2.19,60       | Tes Schouten Nederländerna                                                                                                   | 2.21,05       |
|                                 | |                           | |               | |               |
| 100 meter fjärilsim Detaljer... | Torri Huske USA | 55,59                     | Gretchen Walsh USA | 55,63         | Zhang Yufei Kina | 56,21         |
| 200 meter fjärilsim Detaljer... | Summer McIntosh Kanada | 2.03,03 0OR0, 0VRJ0, 0AR0 | Regan Smith USA | 2.03,84 0NR0  | Zhang Yufei Kina | 2.05,09       |
|                                 | |                           | |               | |               |
| 200 meter medley Detaljer...    | Summer McIntosh Kanada | 2.06,56 0OR0, 0VRJ0, 0NR0 | Kate Douglass USA | 2.06,92       | Kaylee McKeown Australien | 2.08,08       |
| 400 meter medley Detaljer...    | Summer McIntosh Kanada | 4.27,71                   | Katie Grimes USA | 4.33,40       | Emma Weyant USA | 4.34,93       |
|                                 | |                           | |               | |               |
| 4×100 meter frisim Detaljer...  | Australien Mollie O'Callaghan (52,24) Shayna Jack (52,35) Emma McKeon (52,39) Meg Harris (51,94) Olivia Wunsch* Bronte Campbell*                          | 3.28,92 0OR0              | USA Kate Douglass (52,98) Gretchen Walsh (52,55) Torri Huske (52,06) Simone Manuel (52,61) Abbey Weitzeil* Erika Connolly*                                           | 3.30,20 0AR0  | Kina Yang Junxuan (52,48) Cheng Yujie (52,76) Zhang Yufei (52,75) Wu Qingfeng (52,31) Yu Yiting*                             | 3.30,30 0AR0  |
| 4×200 meter frisim Detaljer...  | Australien Mollie O'Callaghan (1.53,52) Lani Pallister (1.55,61) Brianna Throssell (1.56,00) Ariarne Titmus (1.52,95) Jamie Perkins* Shayna Jack*         | 7.38,08 0OR0              | USA Claire Weinstein (1.54,88) Paige Madden (1.55,63) Katie Ledecky (1.54,93) Erin Gemmell (1.55,40) Anna Peplowski* Simone Manuel* Alex Shackell*                   | 7.40,86       | Kina Yang Junxuan (1.54,52) Li Bingjie (1.55,05) Ge Chutong (1.57,45) Liu Yaxin (1.55,32) Tang Muhan* Kong Yaqi*             | 7.42,34       |
| 4×100 meter medley Detaljer...  | USA Regan Smith (57,28) 0OR0 Lilly King (1.04,90) Gretchen Walsh (55,03) Torri Huske (52,42) Katharine Berkoff* Emma Weber* Alex Shackell* Kate Douglass* | 3.49,63 0VR0              | Australien Kaylee McKeown (57,72) Jenna Strauch (1.07,31) Emma McKeon (56,25) Mollie O'Callaghan (51,83) Iona Anderson* Ella Ramsay* Alexandria Perkins* Meg Harris* | 3.53,11       | Kina Wan Letian (59,81) Tang Qianting (1.05,79) Zhang Yufei (55,52) Yang Junxuan (52,11) Wang Xueer* Yu Yiting* Wu Qingfeng* | 3.53,23       |
|                                 | |                           | |               | |               |
| 10 km öppet vatten Detaljer...  | Sharon van Rouwendaal Nederländerna | 2:03.34,2                 | Moesha Johnson Australien | 2:03.39,7     | Ginevra Taddeucci Italien | 2:03.42,8     |

* = deltog i försöken och erhöll medalj

### Herrar
| Gren                            | Guld | Guld               | Silver | Silver       | Brons | Brons          |
| 50 m frisim Detaljer...         | Cameron McEvoy Australien | 21,25              | Ben Proud Storbritannien | 21,30        | Florent Manaudou Frankrike | 21,56          |
| 100 meter frisim Detaljer...    | Pan Zhanle Kina | 46,40 0VR0         | Kyle Chalmers Australien | 47,48        | David Popovici Rumänien | 47,49          |
| 200 meter frisim Detaljer...    | David Popovici Rumänien | 1.44,72            | Matthew Richards Storbritannien | 1.44,74      | Luke Hobson USA | 1.44,79        |
| 400 meter frisim Detaljer...    | Lukas Märtens Tyskland | 3.41,78            | Elijah Winnington Australien | 3.42,21      | Kim Woo-min Sydkorea | 3.42,50        |
| 800 meter frisim Detaljer...    | Daniel Wiffen Irland | 7.38,19 0OR0, 0AR0 | Robert Finke USA | 7.38,75      | Gregorio Paltrinieri Italien | 7.39,38        |
| 1 500 meter frisim Detaljer...  | Robert Finke USA | 14.30,67 0VR0      | Gregorio Paltrinieri Italien | 14.34,55     | Daniel Wiffen Irland | 14.39,63       |
|                                 | |                    | |              | |                |
| 100 meter ryggsim Detaljer...   | Thomas Ceccon Italien | 52,00              | Xu Jiayu Kina | 52,32        | Ryan Murphy USA | 52,39          |
| 200 meter ryggsim Detaljer...   | Hubert Kós Ungern | 1.54,26            | Apostolos Christou Grekland | 1.54,82 0NR0 | Roman Mityukov Schweiz | 1.54,85 0NR0   |
|                                 | |                    | |              | |                |
| 100 meter bröstsim Detaljer...  | Nicolò Martinenghi Italien | 59,03              | Adam Peaty Storbritannien Nic Fink USA | 59,05        | Ingen medaljör | Ingen medaljör |
| 200 meter bröstsim Detaljer...  | Léon Marchand Frankrike | 2.05,85 0OR0, 0AR0 | Zac Stubblety-Cook Australien | 2.06,79      | Caspar Corbeau Nederländerna | 2.07,90        |
|                                 | |                    | |              | |                |
| 100 meter fjärilsim Detaljer... | Kristóf Milák Ungern | 49,90              | Joshua Liendo Kanada | 49,99 0NR0   | Ilya Kharun Kanada | 50,45          |
| 200 meter fjärilsim Detaljer... | Léon Marchand Frankrike | 1.51,21 0OR0, 0NR0 | Kristóf Milák Ungern | 1.51,75      | Ilya Kharun Kanada | 1.52,80 0NR0   |
|                                 | |                    | |              | |                |
| 200 meter medley Detaljer...    | Léon Marchand Frankrike | 1.54,06 0OR0, 0ER0 | Duncan Scott Storbritannien | 1.55,31      | Wang Shun Kina | 1.56,00        |
| 400 meter medley Detaljer...    | Léon Marchand Frankrike | 4.02,95 0OR0       | Tomoyuki Matsushita Japan | 4.08,62      | Carson Foster USA | 4.08,66        |
|                                 | |                    | |              | |                |
| 4×100 meter frisim Detaljer...  | USA Jack Alexy (47,67) Chris Guiliano (47,33) Hunter Armstrong (46,75) Caeleb Dressel (47,53) Ryan Held* Matt King*                 | 3.09,28            | Australien Jack Cartwright (48,03) Flynn Southam (48,00) Kai Taylor (47,73) Kyle Chalmers (46,59) William Yang*                             | 3.10,35      | Italien Alessandro Miressi (48,04) Thomas Ceccon (47,44) Paolo Conte Bonin (48,16) Manuel Frigo (47,06) Lorenzo Zazzeri* Leonardo Deplano*         | 3.10,70        |
| 4×200 meter frisim Detaljer...  | Storbritannien James Guy (1.45,09) Tom Dean (1.45,28) Matthew Richards (1.45,11) Duncan Scott (1.43,95) Jack McMillan* Kieran Bird* | 6.59,43            | USA Luke Hobson (1.45,55) Carson Foster (1.45,31) Drew Kibler (1.45,12) Kieran Smith (1.44,80) Brooks Curry* Blake Pieroni* Chris Guiliano* | 7.00,78      | Australien Maximillian Giuliani (1.45,99) Flynn Southam (1.45,53) Elijah Winnington (1.45,19) Thomas Neill (1.45,27) Kai Taylor* Zac Incerti*      | 7.01,98        |
| 4×100 meter medley Detaljer...  | Kina Xu Jiayu (52,37) Qin Haiyang (57,98) Sun Jiajun (51,19) Pan Zhanle (45,92) Wang Changhao*                                      | 3.27,46            | USA Ryan Murphy (52,44) Nic Fink (58,97) Caeleb Dressel (49,41) Hunter Armstrong (47,19) Charlie Swanson* Thomas Heilman* Jack Alexy*       | 3.28,01      | Frankrike Yohann Ndoye-Brouard (52,60) Léon Marchand (58,62) Maxime Grousset (49,57) Florent Manaudou (47,59) Clément Secchi* Rafael Fente-Damers* | 3.28,38 0NR0   |
|                                 | |                    | |              | |                |
| 10 km öppet vatten Detaljer...  | Kristóf Rasovszky Ungern | 1:50.52,7          | Oliver Klemet Tyskland | 1:50.54,8    | Dávid Betlehem Ungern | 1:51.09,0      |

* = deltog i försöken och erhöll medalj

### Mix
| Gren                           | Guld | Guld         | Silver | Silver       | Brons | Brons        |
| 4×100 meter medley Detaljer... | USA Ryan Murphy (52,08) Nic Fink (58,29) Gretchen Walsh (55,18) Torri Huske (51,88) Regan Smith* Charlie Swanson* Caeleb Dressel* Abbey Weitzeil* | 3.37,43 0VR0 | Kina Xu Jiayu (52,13) Qin Haiyang (57,82) Zhang Yufei (55,64) Yang Junxuan (51,96) Tang Qianting* Pan Zhanle* | 3.37,55 0AR0 | Australien Kaylee McKeown (57,90) Joshua Yong (58,43) Matthew Temple (50,42) Mollie O'Callaghan (52,01) Iona Anderson* Zac Stubblety-Cook* Emma McKeon* Kyle Chalmers* | 3.38,76 0AR0 |

* = deltog i försöken och erhöll medalj
Denna tabell: visa • redigera

## Medaljtabell
*   Värdland ( Frankrike)
| Nr                   | Nation               | Guld | Silver | Brons | Totalt |
| -------------------- | -------------------- | ---- | ------ | ----- | ------ |
| 1                    | USA                  | 8    | 13     | 7     | 28     |
| 2                    | Australien           | 7    | 9      | 3     | 19     |
| 3                    | Frankrike*           | 4    | 1      | 2     | 7      |
| 4                    | Kanada               | 3    | 2      | 3     | 8      |
| 5                    | Ungern               | 3    | 1      | 1     | 5      |
| 6                    | Kina                 | 2    | 3      | 7     | 12     |
| 7                    | Italien              | 2    | 1      | 3     | 6      |
| 8                    | Sverige              | 2    | 0      | 0     | 2      |
| 9                    | Storbritannien       | 1    | 4      | 0     | 5      |
| 10                   | Tyskland             | 1    | 1      | 1     | 3      |
| 11                   | Sydafrika            | 1    | 1      | 0     | 2      |
| 12                   | Irland               | 1    | 0      | 2     | 3      |
| 12                   | Nederländerna        | 1    | 0      | 2     | 3      |
| 14                   | Rumänien             | 1    | 0      | 1     | 2      |
| 15                   | Grekland             | 0    | 1      | 0     | 1      |
| 15                   | Japan                | 0    | 1      | 0     | 1      |
| 17                   | Hongkong             | 0    | 0      | 2     | 2      |
| 18                   | Sydkorea             | 0    | 0      | 1     | 1      |
| 18                   | Schweiz              | 0    | 0      | 1     | 1      |
| Totalt (19 nationer) | Totalt (19 nationer) | 37   | 38     | 36    | 111    |